# Orthoamblystegium spuriosubtile
Orthoamblystegium spuriosubtile là một loài Rêu trong họ Leskeaceae. Loài này được (Broth. & Paris) Kanda & Nog. mô tả khoa học đầu tiên năm 1982.